# Secure Digital Music Initiative
Die Secure Digital Music Initiative (SDMI; deutsch Initiative für sichere Digitalmusik) ist im Dezember 1998 aus einem Zusammenschluss der Recording Industry Association of America mit ihrem japanischen Pendant Recording Industry Association of Japan und der International Federation of the Phonographic Industry entstanden. Der Industrieverband umfasst heute auch Computer-, HiFi- sowie Hard- und Software-Hersteller, die Rechteindustrie und Internetdienstanbieter. Ziel der SDMI ist es, Systeme für die Digitale Rechteverwaltung zu entwickeln und flächendeckend durchzusetzen, u. a. durch Beeinflussung von Hard- und Softwareherstellern, den Gesetzgebern und der Öffentlichkeit. Heute nehmen etwa 200 Unternehmen an dem Industriekonsortium teil.
Während sich die SDMI einerseits mit der Entwicklung von technischen Schutzsystemen für MP3 und anderen Audioformaten beschäftigt – das Fraunhofer-Institut für Integrierte Schaltungen spielt hierbei eine führende Rolle –, betreibt sie andererseits eine beispiellose Kampagne, um MP3 pauschal zu verdammen, da es zu nichts anderem als dem »Raub« von geschützter Musik tauge. All die Musiker, die ihre eigenen Stücke im MP3-Format verschenken, um zum Beispiel ein neues Album zu bewerben oder weil sie darin eine Chance sehen, die Torwächter-Funktion der Musikindustrie zu umgehen, werden geflissentlich ignoriert.

## Der SDMI-Wettbewerb
2000 lud die SDMI (Secure Digital Music Initiative) als Teil eines Wettbewerbs Forscher ein, sich daran zu versuchen, die von ihr erdachten Verfahren für digitale Wasserzeichen zu brechen. Nacheinander wurden den Teilnehmern in einzelnen Teilwettbewerben verschiedene Audio-Ausschnitte vorgelegt, die mit unterschiedlichen Markierungsverfahren versehen waren. Jene Teilnehmer, denen es gelang, eine Version des Ausschnitts ohne Wasserzeichen zurückzusenden (und dabei die Größe des Signalverlustes möglichst gering zu halten, obwohl diese Forderung von der SDMI nicht explizit genannt wurde), würden als Gewinner aus dem entsprechenden Wettbewerb hervorgehen.
Edward W. Felten war von Anfang an bei diesem Wettbewerb dabei. Er hatte sich entschlossen, die Vertraulichkeitsvereinbarung, die seinem Team den Erhalt von Geldpreisen erlaubt hätte, nicht zu unterzeichnen. Obwohl den Teilnehmern, bis auf die Ausschnitte selbst, nur wenige bis keine Informationen über die Markierungstechnologien gegeben wurden und der Zeitraum für den Wettbewerb mit drei Wochen ebenfalls recht kurz bemessen war – Kritiker sprechen von erschwerten Bedingungen –, gelang es Felten und seiner Gruppe, die Dateien so zu verändern, dass das Bewertungsprogramm der SDMI das Nichtvorhandensein von Wasserzeichen feststellte.
Die SDMI erklärte dann, Felten habe die Wasserzeichen nicht so entfernt, wie die Regeln es vorschrieben, da es Bedingung sei, dass die Dateien nichts an Qualität einbüßen sollten. Sie behauptete, dass das Ergebnis ihres Testprogramms ungültig sei, weil man durch das vollkommene Entfernen des Dateiinhaltes auch das Wasserzeichen entfernen könnte, aber dies wäre durch die Bedingung der Qualität unzulässig.

## Anklage durch SDMI
Feltens Team erstellte dann eine wissenschaftliche Abhandlung, in welchem die Methoden beschrieben wurden, die er und sein Team angewendet hatten, um die Wasserzeichen der SDMI zu entfernen. Es war geplant, dieses Papier auf dem International Information Hiding Workshop 2001 in Pittsburgh zu präsentieren. Aus diesem Grund wurde Felten von der SDMI, der Recording Industry Association of America, und die Verance Corporation mit rechtlichen Schritten gedroht. Dabei beriefen sie sich auf die Bedingungen des Digital Millennium Copyright Act und argumentierten damit, dass die Verfahren, die sein Team geknackt hatten, zu diesem Zeitpunkt bereits auf dem Markt verwenden würden. Felten zog seine Präsentation von der Veranstaltung zurück und verlas stattdessen eine kurze Stellungnahme zu diesen Androhungen. Die SDMI und andere Copyright-Inhaber bestritten, Felton jemals mit einer Klage gedroht zu haben. Es scheint jedoch so, dass zumindest die SDMI sehr wohl rechtliche Schritte angekündigt hat, wie aus einem Brief des Sprechers Matthew Oppenheim an Felten hervorgeht: „Jede Offenlegung, der Informationen, die bei dem öffentlichen Wettbewerb gewonnen wurden, könnte für sie und ihr Team aufgrund des DMCA Folgen haben.“
Felten verklagte diese Gruppe (unterstützt durch die Electronic Frontier Foundation) und forderte ein Feststellungsurteil, das die Rechtmäßigkeit der Veröffentlichung ihrer Abhandlung bestätigen würde. Der Fall wurde wegen eines lack of standings abgelehnt, wobei der Richter anmerkte, dass: „Die Ironie ist, dass die Angeklagten sagten, dass sie niemanden verklagen würden, und die Angeklagten diese Handlungen erst dadurch auslösten, dass sie selbst Klage einreichten.“
Die Kläger vergleichen sich selbst mit Galileos unserer Zeit, welche von der Obrigkeit verfolgt werden, Ich fürchte, eine passendere Analogie wären neuzeitliche Don Quijotes die sich durch Windmühlenflügel bedroht fühlen, welche ihnen wie Riesen erscheinen. Es gibt hier gar keine wirkliche Kontroverse.
Felten präsentierte seine Abhandlung 2001 auf der Sicherheitskonferenz USENIX. Das US-Justizministerium hat Felten und anderen Wissenschaftlern zugesichert, dass der DMCA ihre Arbeit nicht beeinflussen würde, und stellte fest, dass die Androhung rechtlicher Schritte unrechtmäßig gewesen sei.